# Aryana Engineer
Aryana Engineer (ur. 6 marca 2001 w Port Moody) – kanadyjska aktorka dziecięca.
Urodziła się częściowo głucha. Z matką, która jest głuchoniema, rozmawia w języku migowym.
Jej kariera aktorska rozpoczęła się w 2009 roku w filmie Sierota w roli Maxine "Max" Coleman. W 2012 roku wystąpiła w filmie Resident Evil: Retrybucja w roli Becky, gdzie zagrała u boku Milli Jovovich.

## Filmografia
- 2009: Sierota jako Maxine "Max" Coleman
- 2012: Resident Evil: Retrybucja jako Becky